# Timoteo Pérez Vargas
Timoteo Pérez Vargas, OCD (1595 - 5 de abril de 1651) foi um prelado católico romano que serviu como o primeiro bispo de Bagdá de 1633 a 1639 e o segundo bispo de Ispahan, de 1632 a 1639.

## Biografia
Timoteo Pérez Vargas nasceu em Palermo e foi ordenado sacerdote na Ordem dos Carmelitas Descalços em 8 de junho de 1612. Em 6 de setembro de 1632 foi selecionado pelo Rei da Espanha e confirmado pelo Papa Urbano VIII como Bispo Coadjutor de Isfahan; no mesmo dia foi nomeado como Bispo de Bagdá.
Recebeu a ordenação episcopal em 19 de setembro de 1632, por Bernardino Spada, cardeal-presbítero de Santo Stefano al Monte Celio. Em 5 de setembro de 1633, Pérez Vargas sucedeu ao Bispado de Isfahan. Renunciou em 23 de dezembro de 1639 como bispo de Bagdá e bispo de Isfahan e foi nomeado bispo titular de Listra, posição que ocupou até sua morte.

## Sucessão episcopal
| Sucessão episcopal de Timoteo Pérez Vargas |
| --- |
| Enquanto bispo, foi o consagrador principal de: - Domingo Ramírez de Arellano, Bispo de Chiapas (1641); e - Pedro Rosales Encio, bispo de Lugo (1641); e co-consagrador principal de: - Facundo de la Torre, Arcebispo de São Domingos (1632); - Antonio González Acevedo, Bispo de Almeria (1634); - Diego Castejón Fonseca, Bispo de Lugo (1634); - Diego Serrano Sotomayor, Bispo de Solsona (1636); - Juan Velasco Acevedo, Bispo de Orense (1637); - Juan Alonso y Ocón, Bispo de Iucatão (1638); - Francisco Diego Alarcón y Covarrubias, Bispo de Ciudad Rodrigo (1639); - Cesare Facchinetti, Núncio Apostólico na Espanha (1639); - Juan Coello Ribera y Sandoval, Bispo de Zamora (1639); - Mauro Diego de Tovar y Valle Maldonado, Bispo de Caracas, Santiago da Venezuela (1639); - Hernando de Ramírez y Sánchez, Bispo do Panamá (1642); - Juan Piñeiro Osorio, bispo de Calahorra y La Calzada (1643); - Antonio Paiño Sevilla, Bispo de Orense (1643); - Juan Sánchez Alonso de Guevara, Bispo de Lugo (1643); - Pedro Urbina Montoya, Bispo de Coria (1644); - Juan del Pozo Horta, Bispo de Lugo (1646); e - Francisco Pio Guadalupe Téllez, Arcebispo de São Domingos (1649). Também presidiu a ordenação sacerdotal de: - Diego Lozano González, Ordem do Carmo (1646). |